# Verfassung vom 3. Mai 1791

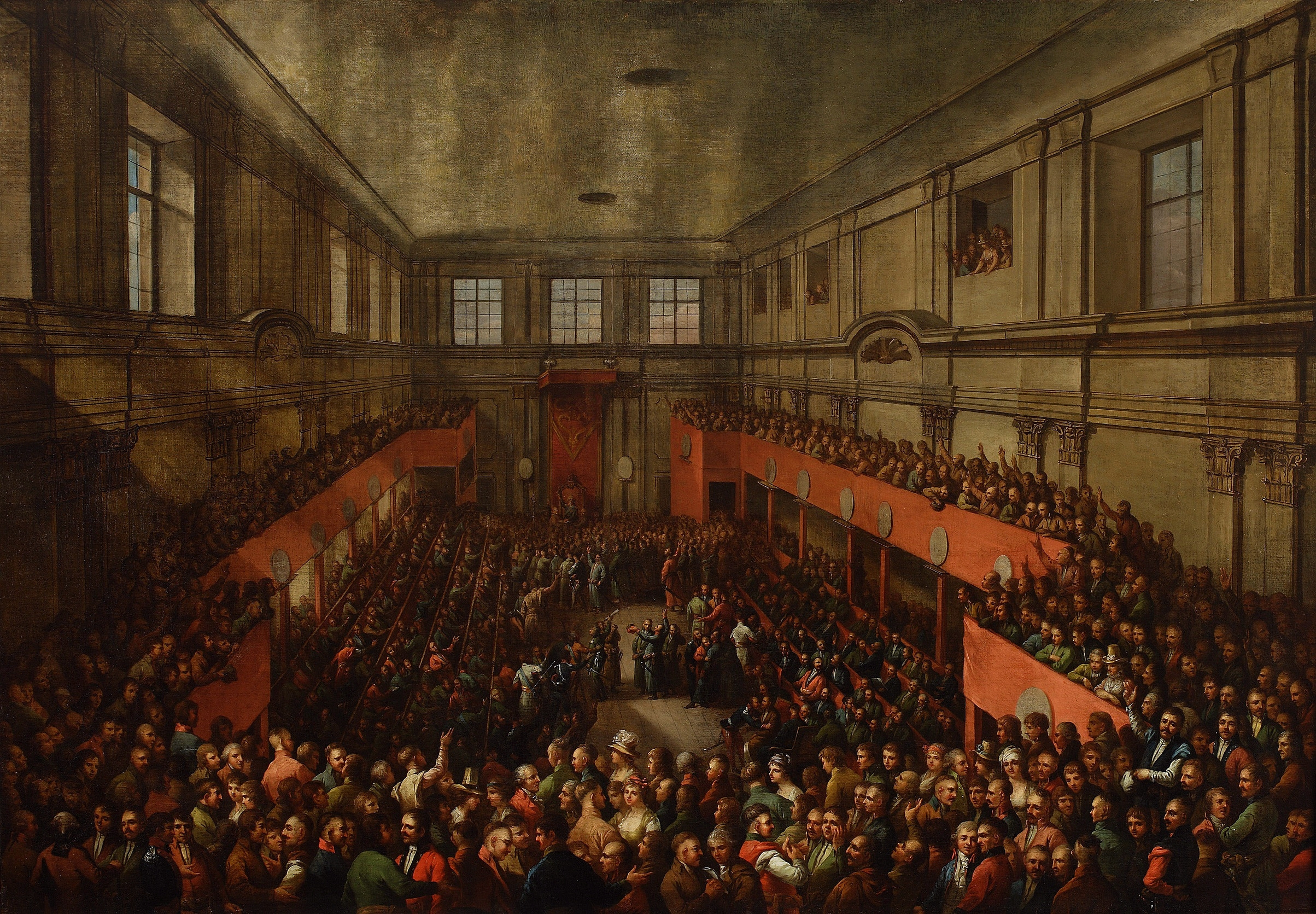
Verabschiedung der Mai-Verfassung am 3. Mai 1791, zur Zeit des Vierjährigen Sejms im Warschauer Königsschloss (Gemälde von 1806)

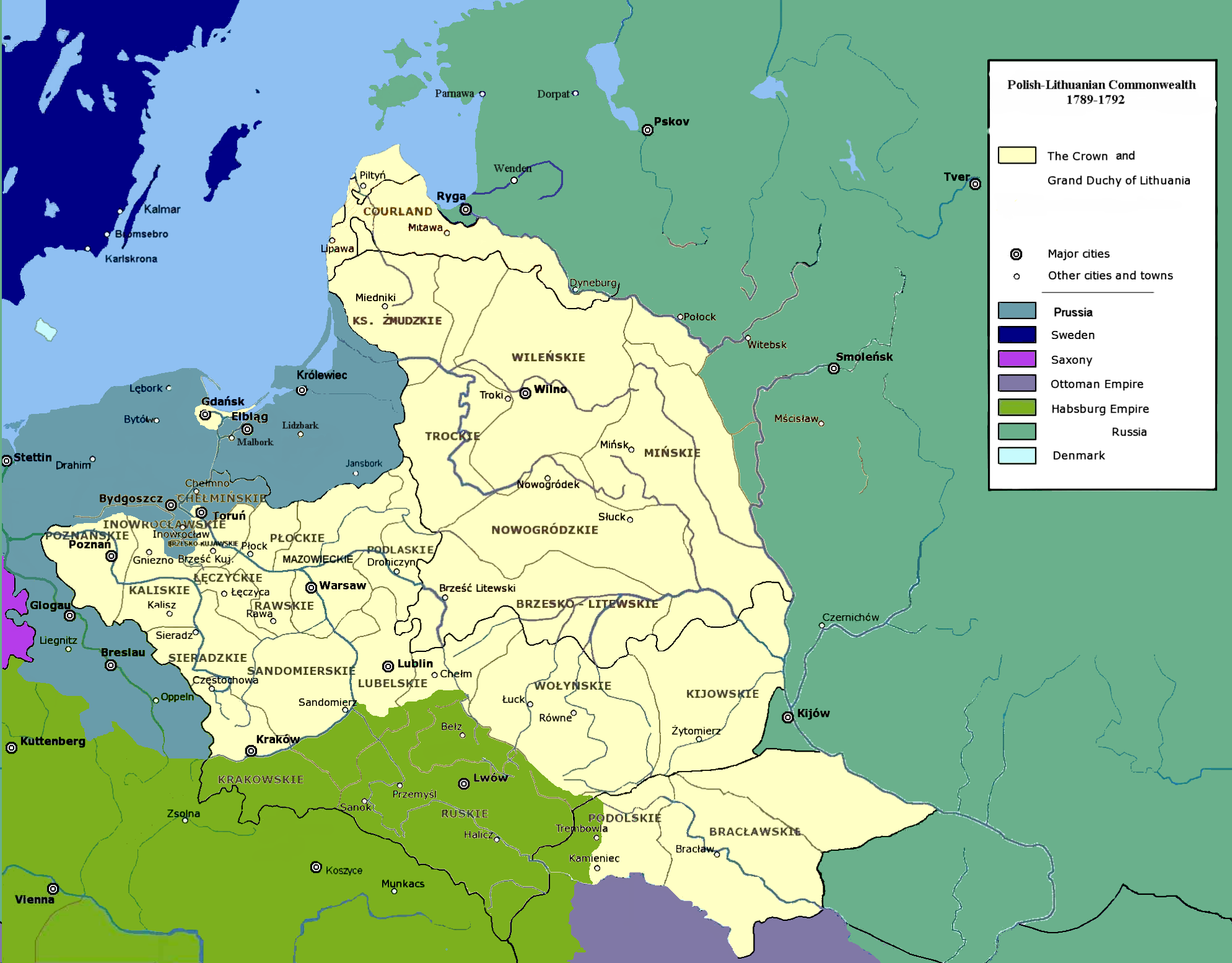
Polen-Litauen 1789–1792 nach Beendigung des russischen Protektorats in den Grenzen nach der Ersten Teilung Polens 1772

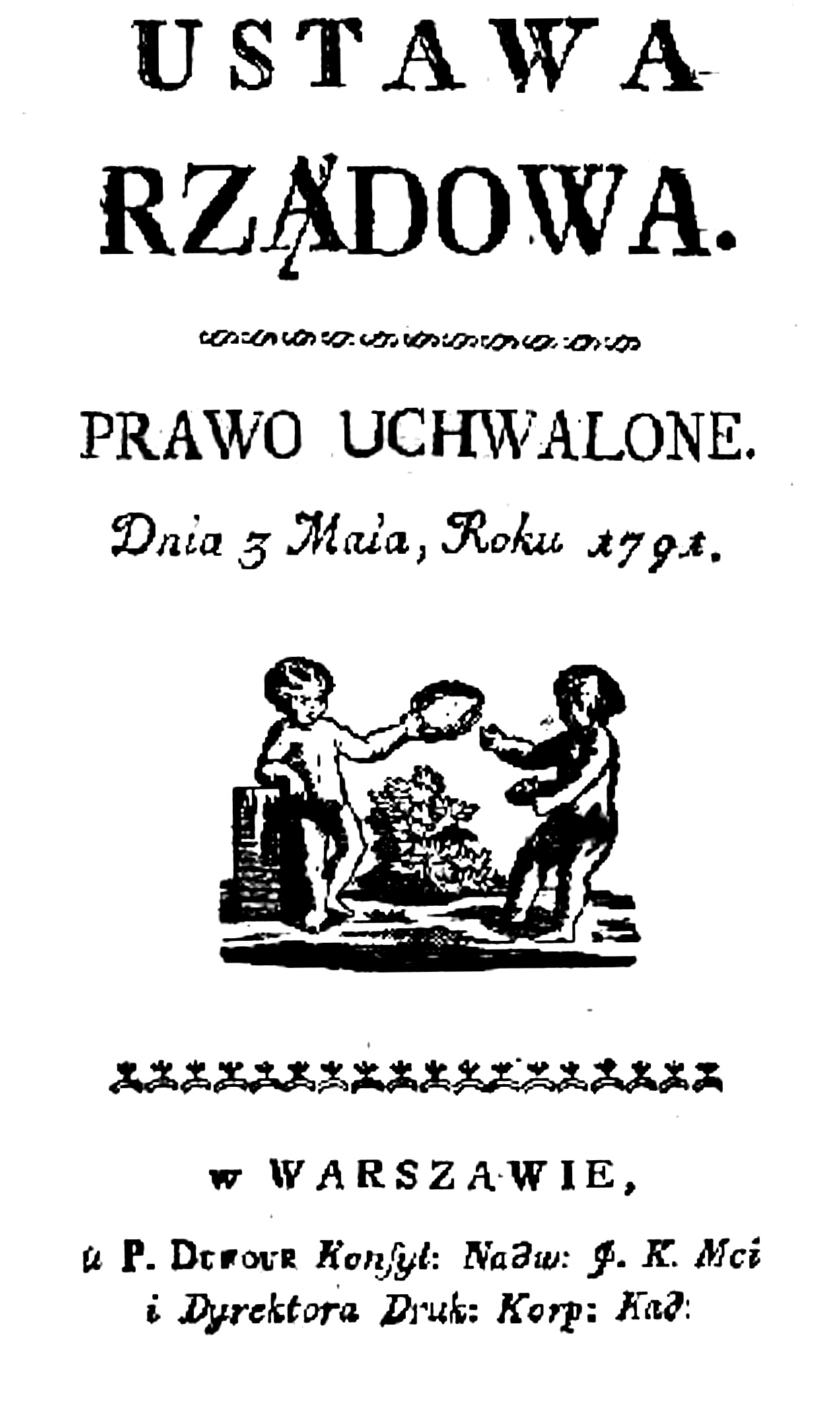
Titelblatt des Erstdrucks der Maiverfassung von Piotr Dufour aus dem Jahre 1791

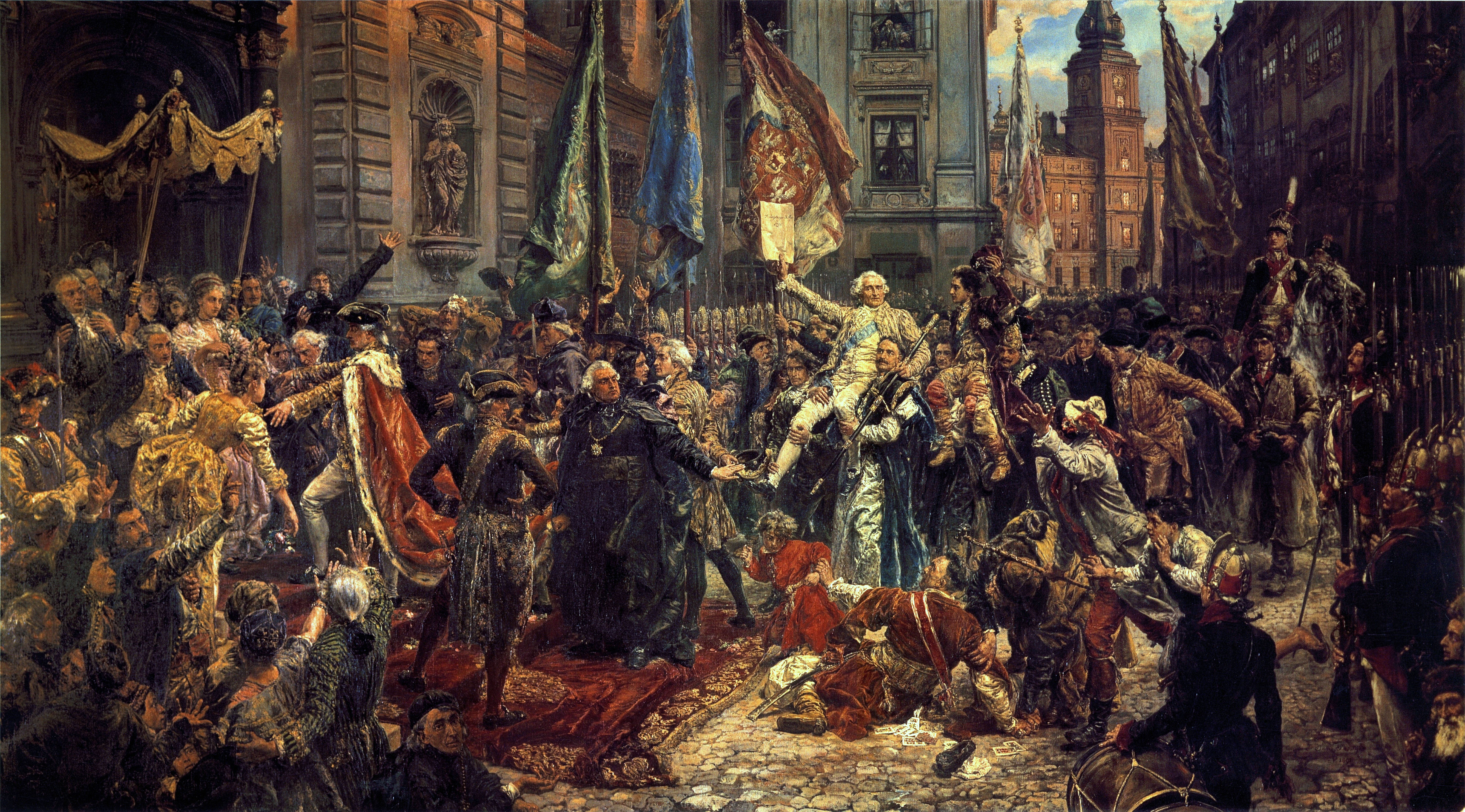
„Verfassung vom 3. Mai 1791“, Gemälde von Jan Matejko, 1891

Die Verfassung vom 3. Mai 1791 (polnisch Konstytucja trzeciego maja, litauisch Gegužės trečiosios konstitucija) wurde am 3. Mai 1791 vom Sejm, der parlamentarischen Versammlung von Polen-Litauen (siehe auch Rzeczpospolita), im Warschauer Königsschloss verabschiedet. Laut Norman Davies gilt sie als „erste [Verfassung] ihrer Art in Europa“, die von einem Parlament verabschiedet wurde. Andere Quellen bezeichnen sie als zweitälteste moderne Verfassung Europas nach der bereits 1755 veröffentlichten Verfassung von Korsika oder als drittälteste moderne Verfassung der westlichen Welt nach der am 17. September 1787 verabschiedeten Verfassung der Vereinigten Staaten von Amerika.
Inhaltlich orientierte man sich bei der Verfassung an den Ideen der Aufklärung, der Erklärung der Menschen- und Bürgerrechte sowie den seit dem 16. Jahrhundert in Polen selbst stattfindenden Reformdiskursen. In Erinnerung an die Verfassung und ihre historische Bedeutung ist der 3. Mai neben dem 11. November, dem Unabhängigkeitstag zum Gedenken an die Wiedererlangung der staatlichen Souveränität 1918, der wichtigste Nationalfeiertag in Polen.

## Vorgeschichte
Nach einer langen Zeit der politischen, wirtschaftlichen und kulturellen Blüte war Polen-Litauen ab dem 17. Jahrhundert in mehrere sowohl politische als auch militärische Auseinandersetzungen mit seinen expansionistischen Nachbarstaaten verwickelt worden, gegen die es zahlreiche zermürbende Verteidigungskriege führen musste. Die Niederlagen und Verwüstungen sowie innerpolitische Konflikte zwischen den politischen Strömungen und Institutionen trieben das Land an den Rand des Ruins. Zu diesen Auseinandersetzungen gehörten:
- mehrere Russisch-Polnische Kriege (1609–1618, 1632–1634, 1654–1667, 1792 und 1794)
- mehrere Kriege gegen das Osmanische Reich (1620–1621, 1633–1634, 1672–1676, 1683–1699 – Höhepunkt die Zweite Wiener Türkenbelagerung 1683)
- ein Aufstand in der Ukraine unter Hetman Bohdan Chmielnicki ab 1648 – im Endergebnis Schwächung Polens durch Abspaltung der Ostukraine unter den Saporoger Kosaken zu Gunsten Russlands 1654
- mehrere Schwedisch-Polnische Kriege (1600–1629, 1655–1660 und 1700–1721) – meist dynastische Konflikte der Wasa
- Tatarisch-Kosakisch-Polnischer Krieg 1666–1671
- der Polnische Thronfolgekrieg 1733–1735/38
- der Siebenjährige Krieg 1756–1763
- zahlreiche Aufstände der Kosaken und zahllose Verwüstungs- und Beutezüge der Krimtataren;
- innere Zerwürfnisse durch Adelskonföderationen im Verlauf des 17./18. Jahrhunderts

Vor allem in Folge der Kriege hatte Polen-Litauen seine Vormachtstellung in Mittelosteuropa eingebüßt. Diese war an Russland unter den Romanow und an Brandenburg-Preußen unter den Hohenzollern übergegangen.
Die Wahlmonarchie Polen-Litauen wurde zunehmend ein Spielball unterschiedlicher Interessen sowohl von außen wie auch im Innern und verfiel langsam der Dekadenz, Agonie und politischen Anarchie. Die Zeichen des allgemeinen Verfalls äußerten sich durch die dauerhafte Blockade des Parlaments mittels des Liberum Veto, der Bildung von adligen Bündnissen (sogenannten Konföderationen) gegen die Interessen des Staates und des Königs, wenn zum Beispiel die Magnaten ihre Rechte der Goldenen Freiheit durch den König beschnitten sahen.
Vorsichtige Reformbemühungen von König Stanisław August Poniatowski, der 1764 nach dem Tod Augusts III. zum König gewählt wurde, führten zur Intervention Russlands, der sich Stanisław August beugte, wogegen sich die Konföderation von Bar, ein Streitbund oppositioneller Landadliger sowohl gegen den König als auch gegen Russland, formte.
Deren militärische Niederlage mündete 1772 in der Ersten Teilung Polens. Diese Ereignisse führten im geschrumpften Staat letztlich zu einer Stärkung des Reformlagers um die Aufklärer Hugo Kołłątaj, Stanisław Staszic und Ignacy Potocki, so dass ernsthafte innere Reformen möglich wurden.

## Verfassungsentstehung
Im Vierjährigen Sejm (1788–1792) setzten sich die Gegner einer engen Anlehnung an Russland durch. Dadurch entstand eine tragfähige Mehrheit, um durch innenpolitische Reformen die Handlungsfähigkeit des Staates wieder durchzusetzen. Außenpolitisch positiv war die wohlwollende Haltung Preußens. Durch die innen- und außenpolitischen Konstellationen wurden Reformen möglich, die in der Ausarbeitung und Verabschiedung der Verfassung durch den Sejm gipfelten. Auch die Französische Revolution war ein Faktor, der die Entstehung der Verfassung begünstigte. Die Ereignisse in Paris stärkten die polnischen Republikaner, so dass König Stanisław August Poniatowski mit der Verfassung einen Ausgleich zwischen republikanischen Reformern und konservativem Landadel herstellen konnte. Verkündet wurde sie am 3. Mai 1791 durch den König.

## Die Verfassung

### Grundsätzliches
Die polnische Verfassung von 1791 nahm zentrale Aspekte der französischen Aufklärung, aber auch ältere innerpolnische Reformdiskussionen auf. Auf Jean-Jacques Rousseau, der 1772 seine Betrachtungen über die Regierung Polens und über deren vorgeschlagene Reform erst nach der Ersten Teilung beendete, geht das Prinzip der Volkssouveränität zurück. Der Sejm wurde zur Verkörperung der „Allgewalt der Nation“ erklärt, unter der aber nicht das ganze Volk verstanden wurde, sondern im Sinne der traditionellen Ständeordnung der Adel, neben dem in der „Landbotenkammer“ das wohlhabende Bürgertum der Städte erstmals ein politisches Mitspracherecht erhielt. Die Bauern blieben Leibeigene und waren im Parlament nicht vertreten. Von Montesquieu übernahm die Verfassung das Prinzip der Gewaltenteilung (Judikative, Exekutive und Legislative). Dabei wurde die Regierung dem Parlament unterworfen. Im Sejm selbst sollte fortan das Mehrheitsprinzip gelten. Das Liberum veto des Adels, das in der Vergangenheit häufig zur Blockade der polnischen Innen- und Außenpolitik geführt hatte, wurde auf einige wenige Fälle begrenzt. 
Die negativen Erfahrungen mit dem Wahlkönigtum führten zur Einführung der erblichen Monarchie unter den sächsischen Wettinern. Allerdings lehnte Kurfürst Friedrich August III. von Sachsen die Krone ab, und Stanislaus II. August Poniatowski dankte 1795 ab, womit die polnische Monarchie endete. Der Einfluss der Könige im Rahmen dieser parlamentarisch-konstitutionellen Monarchie war eng beschränkt. Gemäß der Verfassung konzentrierten sich die Rechte des Königs auf die Repräsentation des Staates nach außen.
Der römisch-katholische Glaube wurde zur Nationalreligion erklärt bei gleichzeitiger Garantie der Religionsfreiheit für andere Bekenntnisse. Übertritte zu diesen galten jedoch als Apostasie und waren verboten.

## Folgen
Die Verfassung vom 3. Mai wurde von den Nachbarländern Polens, insbesondere auch wegen der gleichzeitigen Vorgänge in Frankreich, als eine Bedrohung für deren absolutistische Herrschaftsform gesehen und nach der Konföderation von Targowica und der Intervention Russlands, die im Russisch-Polnischen Krieg von 1792 gipfelten, vom Königreich Preußen unter Friedrich Wilhelm II. und dem Russischen Reich unter Katharina II. im Rahmen der Zweiten Teilung Polens 1793 außer Kraft gesetzt. Anlässlich der Hundertjahrfeier zur Verfassung schuf 1891 der Historienmaler Jan Matejko das Gemälde „Die Verfassung vom 3. Mai 1791“, um den Geist der ersten modernen Verfassung Europas zu erfassen.

## Verweise